# Dolchstichtauben
Die Dolchstichtauben (Gallicolumba) sind eine Gattung der Tauben, die früher oft zu den Indopazifischen Erdtauben (jetzt als Gattung Alopecoenas) gezählt wurden.

## Merkmale
Die Arten der Dolchstichtauben, die auf den Philippinen leben, haben einen blutroten Fleck auf der Brust, der an eine blutende Wunde erinnert, die durch einen Dolch verursacht wurde.

## Verbreitung
Fünf der sieben Arten sind auf den Philippinen heimisch. Die Goldbrusttaube lebt auf Neuguinea und die Hopftaube auf der indonesischen Insel Sulawesi. 

## Lebensweise
Die Nahrung dieser Tauben besteht aus Früchten und Samen.

## Systematik
Im Jahr 2011 wurde nach molekularbiologischen Studien von Jønsson et al. vorgeschlagen, die relativ artenreiche Gattung Gallicolumba in die Gattungen Alopecoenas (Indopazifische Erdtauben) und Gallicolumba im engeren Sinn (Dolchstichtauben) aufzuteilen. Die Ergebnisse wurden bei einer weiteren Arbeit im Jahr 2013 von Moyle et al. mit umfangreichem Material grundsätzlich bestätigt.

## Arten
Seit 2013 werden folgende Arten zur Gattung Gallicolumba im engeren Sinn (Dolchstichtauben) gezählt:
- Bartlett-Dolchstichtaube (Gallicolumba crinigera)
  - Die Unterart Basilan-Dolchstichtaube (Gallicolumba crinigera bartletti) von der Insel Basilan ist vermutlich ausgestorben.
- Negros-Dolchstichtaube (Gallicolumba keayi)
- Luzon-Dolchstichtaube (Gallicolumba luzonica)
  - Die Unterart Gallicolumba luzonica rubiventris von Catanduanes (Philippinen) ist ausgestorben.
- Tawitawitaube oder Tawi-Tawi-Dolchstichtaube (Gallicolumba menagei) (extrem selten oder ausgestorben)
- Platentaube oder Mindoro-Dolchstichtaube (Gallicolumba platenae)
- Goldbrusttaube (Gallicolumba rufigula)
- Hopftaube (Gallicolumba tristigmata)